# Edixvelde
Edixvelde (ook: Ediksveld) is een plaats in de Belgische provincie Oost-Vlaanderen. Het ligt op de grens van Nieuwerkerken, Erpe en Mere in de Denderstreek. Nieuwerkerken is een deelgemeente van Aalst, Erpe en Mere zijn deelgemeenten van Erpe-Mere
Edixvelde beschikt over een eigen kerk, namelijk de Sint-Jozefskerk die zich op het grondgebied van Nieuwerkerken bevindt te Edixvelde 46 en hierdoor bij het dekenaat van Aalst behoort.
Ooit beschikte Edixvelde over een voetbalploeg, FC Edixvelde, die geel-zwart als clubkleuren had en aangesloten was bij de KBVB met stamnummer 7017. De voorzitter was Joseph De Spiegeleer, wonende te Edixvelde. In 1999 werd FC Edixvelde opgeslorpt door FC Mere. Een van de terreinen van FC Edixvelde aan de Ediksveldestraat te Erpe wordt nu gebruikt als B-veld van FC Mere. Het andere terrein wordt nu gebruikt als opleidingsterrein van een hondenschool.

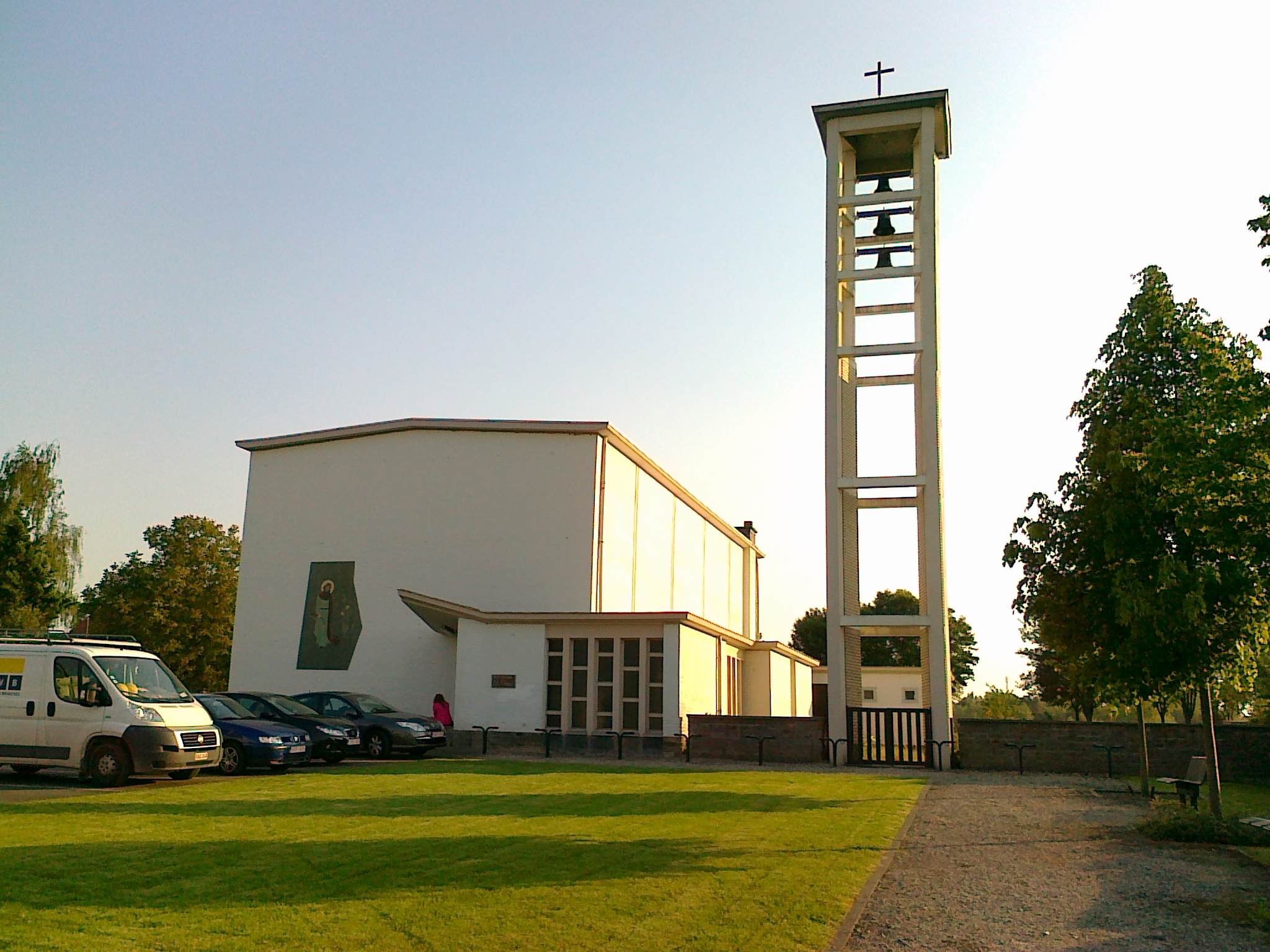
Sint-Jozefkerk in Edixvelde

## Nabijgelegen kernen
Nieuwerkerken, Erpe, Mere, Ede
Deelgemeenten: Aalst · Baardegem · Erembodegem · Gijzegem · Herdersem · Hofstade · Meldert · Moorsel · Nieuwerkerken

Gehuchten: Edixvelde (deels) · Terjoden (deels)

Belgische gemeenten · Arrondissement Aalst · Oost-Vlaanderen · Vlaanderen
Deelgemeenten: Aaigem · Bambrugge · Burst · Erondegem · Erpe · Mere · Ottergem · Vlekkem

Gehuchten: Edixvelde (deels) · Egem

Belgische gemeenten · Arrondissement Aalst · Oost-Vlaanderen · Vlaanderen